# Arbeitsstelle für konservatives Schrifttum
Die Arbeitsstelle für konservatives Schrifttum war eine private Organisation zur Förderung des monarchistischen Gedankens, die von 1931 bis 1934 bestand. Sie hatte ihren Sitz in Würzburg und trat vor allem durch die Zeitschrift Die Monarchie – Zeitschrift für deutsche Tradition in die Öffentlichkeit.
Gegründet wurde sie vom überzeugten Monarchisten Karl Ludwig Freiherr von und zu Guttenberg als Mittel, seinen politischen Vorstellungen zum Durchbruch zu verhelfen. Zunächst wirkte sie in der Form eines Pressedienstes, der interessierten Zeitschriften und Zeitungen Artikel mit monarchistischen Inhalten anbot. Das Material wurde zum einen aus der Tagespresse zusammengesucht, zum anderen wurden Autoren um Darstellung passender Themen gebeten. Ziel war nicht nur die Verbreitung monarchistischer Einstellungen, sondern vor allem die Präsenz entsprechender Themen im demokratischen Umfeld der Weimarer Republik.
Da das Interesse an monarchistischen Veröffentlichungen allerdings geringer war als erwartet, kam es zu Finanzierungsschwierigkeiten. Daraufhin entschloss sich Guttenberg, das von der Arbeitsstelle für konservatives Schrifttum zusammengetragene Material in Form einer Zeitschrift zu veröffentlichen. Das Ergebnis war die monatlich erscheinende Monarchie, die von Juli 1932 bis Januar 1934 erschien. Sie wurde nicht über den Buchhandel vertrieben, sondern direkt an die Käufer geschickt. Als Mitarbeiter sind vor allem zu nennen Erwein Freiherr von Aretin, Friedrich Everling, Arthur Hübscher, Gerhard von Janson, Richard Korherr, Friedrich Mattaesius, Friedrich von Oppeln-Bronikowski, Friedrich Reck-Malleczewen, Reinhold Schneider und Anton Ritthaler.
Im Sinne monarchistischer Opposition gegen die Weimarer Republik gegründet, wurde die Zeitschrift durch die „Machtergreifung“ der NSDAP nur zehn Monate nach ihrer ersten Ausgabe zu einer Stimme monarchistischer Opposition gegen den Nationalsozialismus. Anlässlich des Heftes vom Januar 1934, das dem 75. Geburtstag des im Exil lebenden Kaisers Wilhelm II gewidmet war, wurde die Zeitschrift verboten. Guttenberg durfte jedoch eine andere Zeitschrift gründen, die Weißen Blätter. Diese Zeitschrift wurde von Carl Krüger in Mylau verlegt, der auch schon den Druck der letzten Ausgaben der Monarchie übernommen hatte.
Die spätere Entwicklung der Mitarbeiter der Arbeitsstelle für konservatives Schrifttum im Nationalsozialismus zeigt das breite Spektrum von Überzeugungen, das sich hier vereinte: Everling (MdR, Reichsgerichtsrat) und Korherr (Leiter der Statistischen Abteilung im SS-Hauptamt, Verfasser des Korherr-Berichts) machten politische Karriere, Schneider und Aretin bekamen Publikationsverbot, Reck-Malleczewen starb im KZ Dachau.